# Zhang Mo
Zhang Mo  (chino: 张末; pinyin: zhāng mò) (Xi'an, 31 de marzo de 1983) es una escritora, montadora y directora de cine china que ha trabajado en películas como Coming Home, Las flores de la guerra y San qiang pai an jing qi. En 2016 debutó como directora con la película Suddenly Seventeen.

## Biografía
Zhang nació el 31 de marzo de 1983 en Xi'an (Shaanxi), hija del director de cine Zhang Yimou y de su esposa Xiao Hua. A los quince años se trasladó con su familia a Estados Unidos para estudiar en un instituto estadounidense. Después se matriculó en la Universidad de Columbia y se licenció en Arquitectura. Decidió no seguir la carrera de arquitectura por considerarla demasiado restrictiva a la hora de expresar sus emociones. Al dejar la universidad, Zhang se matriculó en la Tisch School of the Arts, donde estudió cine. Tras graduarse en la Tisch con un máster en Bellas Artes en producción cinematográfica, regresó a China para trabajar junto a su padre, Zhang Yimou, en algunas de sus películas. Tras obtener créditos como montadora en las películas Under the Hawthorn Tree y San qiang pai an jing qi (titulada Una mujer, una pistola y una tienda de fideos chinos en España y Sangre, simplemente sangre en Hispanoamérica), Zhang fue nombrada ayudante de dirección en la superproducción de Hollywood de su padre, Las flores de la guerra.
En 2016 Zhang dirigió su primera película, Suddenly Seventeen, sobre una mujer de 28 años que se convierte en la versión de 17 años de sí misma. Estrenada en China, la película tuvo un estreno mundial limitado y fue recibida con críticas mixtas a pesar de ser un éxito financiero.
En octubre de 2012, Zhang se casó con Daniel Wade Manwaring (孟丹青), un ejecutivo de la Creative Artists Agency. Anteriormente estuvo casada con un estadounidense llamado Tovey desde mayo de 2006 hasta finales de 2008.